# 昂斯和格兰
昂斯和格兰（法語：Ans-et-Glain，法語發音：[ɑ̃s e ɡlɛ̃]）是比利时列日省的一个旧市镇。昂斯和格兰成立于1795年，由村庄昂斯和格兰合并而成。1874年12月31日，该市镇废除，昂斯和格兰成为两个独立的市镇。1977年1月1日，昂斯与邻近的两个市镇合并为今天的昂斯市镇，格兰则与列日和邻近的7个市镇外加属于市镇乌格雷的街区斯克莱桑合并为今天的列日市镇。